# Kurt Hoffmann (Ruderer)
Kurt Georg Hoffmann (* 12. November 1890 in Hamburg; † 1976) war ein deutscher Ruderer.

## Biografie
Kurt Hoffmann nahm bei den Olympischen Sommerspielen 1912 in Stockholm im Einer teil, schied jedoch in seinem Vorlauf gegen den späteren Olympiasieger William Kinnear aus. Im gleichen Jahr wurde er Deutscher Meister im Einer. Im Folgejahr wurde er erneut Deutscher Meister, dieses Mal mit dem Achter, zudem war er Mitglied des Deutschland-Achters, der bei den Europameisterschaften in Gent die Goldmedaille gewann.